# Les Tentations de la violence
 (mai 2018).
Si vous disposez d'ouvrages ou d'articles de référence ou si vous connaissez des sites web de qualité traitant du thème abordé ici, merci de compléter l'article en donnant les références utiles à sa vérifiabilité et en les liant à la section « Notes et références ».
Les Tentations de la violence est un roman publié en septembre 1964 par Paul Kenny. Il s'agit du 82e titre de la série d' espionnage du héros FX18.
Chez Fleuve Noir, il porte d’abord le numéro 455 de la collection « espionnage », puis en 1977 le numéro 42 de la collection « Paul Kenny ».

## Couverture[1]
1re édition de 1964  : illustration de Michel Gourdon.

2e édition de 1977  : illustration Photo.

## Résumé
Appelé à Hong Kong à la demande du correspondant local du S.D.E.C.E., Francis Coplan doit faire face à la destruction du réseau par un groupe terroriste appelé « Dragon rouge ». De la Chine au Cambodge, FX18 va enquêter afin de savoir qui tire les ficelles de cette organisation.

## Personnages
- L'agent secret FX18 envoyé en mission à Hong-Kong par le SDRC.
- L'agent Guy Darvin qui l'assiste dans ses missions/
- L'agent secret OT64, correspondant du SDEC au Cambodge.
- Le "Vieux", directeur des services du SDEC.

## Lieux de l'aventure
L'action se passe uniquement à Hong-Kong et à Phnom Penh, souvent dans les vieux quartiers populaires.

## Unité de temps
L'action se déroule sur quelques semaines au début des années 1960.